# 泰勒科納 (印第安納州)
泰勒科納（英語：Taylor Corner）是位於美國印第安納州迪卡爾布縣的一個非建制地區。該地的面積和人口皆未知。

## 地理
泰勒科納的座標為41°29′08″N 85°56′58″W / 41.48556°N 85.94944°W，而該地的平均海拔高度為281米（即922英尺）。